# Artésunate
L'artésunate est un peroxyde organique de type sesquiterpénique utilisé comme médicament antipaludique. C'est un dérivé semi-synthétique du groupe de l'artémisinine, hydrosoluble et qui peut être administré par voie intramusculaire ou intraveineuse comme traitement de première intention du paludisme sévère.

## Usage médical
L'artésunate s'est montré plus efficace que la quinine pour limiter les décès dus au paludisme lors de deux vastes essais cliniques aléatoires multicentres conduits en Asie et en Afrique. Ce résultat est conforme à la tendance relevée par une revue systématique de sept autres essais cliniques aléatoires. En cas de paludisme sévère pendant la grossesse, il y a moins de certitude quant à l'innocuité de l'artésunate pendant le premier trimestre, mais il reste indiqué comme traitement de première intention au cours des deuxième et troisième trimestres.
L'artésunate est également utilisé pour traiter des formes de paludisme moins sévères lorsqu'il peut être administré par voie orale, mais il devrait alors être toujours associé à un deuxième antipaludéen tel que la méfloquine ou l'amodiaquine afin d'éviter le développement de pharmacorésistances ; le développement de telles résistances ont été observées dans l'ouest du Cambodge, où le recours aux monothérapies contre le paludisme est fréquent.
Bien que l'artésunate soit avant tout utilisé comme traitement contre le paludisme, il pourrait également avoir certains effets bénéfiques contre les infections à Schistosoma haematobium, mais ceci mérite encore d'être confirmé par des essais de plus grande envergure.
Un essai clinique a été envisagé en Arabie Saoudite versus placebo pour évaluer l'efficacité de l'artésunate chez les adultes présentant des symptômes légers de COVID-19. Néanmoins, il n'a pas eu lieu par faute de recrutement.
En août 2021, l'Organisation mondiale de la santé a annoncé le lancement de l'essai Solidarity PLUS pour tester des candidats traitements contre le Covid-19 avec trois médicaments : l'artésunate, l'imatinib et l'infliximab.
L'association artésunate-amiodaquine semble également diminuer la mortalité de la maladie à virus Ebola.

## Effets secondaires
L'artésunate est généralement sûr et bien toléré. L'effet secondaire le mieux documenté est la réduction du nombre de réticulocytes, à des niveaux qui ne sont toutefois généralement pas significatifs.
Une hémolyse retardée, survenant environ deux semaines après le traitement, a été observée chez des patients traités à l'artésunate pour un paludisme sévère. On ignore cependant si cette hémolyse est due à l'artésunate ou au paludisme.
L'innocuité de l'artésunate pendant la grossesse reste incertaine. Il montre une certaine toxicité chez l'embryon de modèles animaux, tels que des défauts dans les os longs et dans le septum interventriculaire chez la souris et chez le singe, mais un essai mené sur 123 femmes en premier trimestre de grosses n'a pas montré d'effet néfaste sur le fœtus.
Un de ses effets secondaires est positif pour contrôler l'asthme : l’artésunate prévient le stress oxydatif et les lésions pulmonaires oxydatives, ainsi que l’inflammation des voies respiratoires dans l'asthme expérimental. Son action est comparable à celle des corticoïdes

## Divers
L'artésunate fait partie de la liste des médicaments essentiels de l'Organisation mondiale de la santé (liste mise à jour en avril 2013).